# Ринський

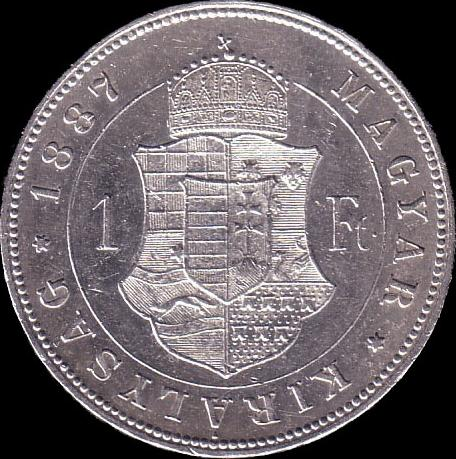
Австро-угорський (у даному випадку угорський варіант — форинт) гульден (реверс) зразка 1887 року

Ри́нський (також ренський, рейнський, злр.) — поширена в Україні, особливо в Галичині, українська назва австрійської та німецької валюти — рейнського гульдена.

## Історія
Походить від грошової одиниці рейнський гульден (у перекладі з німецької означає «рейнський золотий»), введеної Рейнським монетним союзом, який уклали рейнські курфюрсти Німеччини у 1485 р. Пізніше це «прізвисько» застосовували в Україні до всіх гульденів пізніших епох, зокрема австрійського (австро-угорського) гульдена (флорина).
Рейнський гульден мав обіг у Речі Посполитій. Саме від його назви походить назва польського злотого.
На момент появи у складі монархії Габсбурґів Королівства Галичини та Володимирії 1 золотий ринський = 4 злотих.
З 1857, згідно з Німецькою монетною конвенцією, в обігу перебували монети номінальною вартістю 1 і 2 гульдени (ринських). Під час грошової реформи в Австро-Угорщині 1892 гульдени (ринські) було вилучено з обігу і замінено на нову грошову одиницю — крону (у співвідношенні 1 гульден (ринський) на 2 крони).
1 гульден (ринський) дорівнював двом кронам, 1 крона становила 5 шісток, 1 шістка — 10 крейцерів.